# Ясудзі Окамура
Ясудзі Окамура (яп. 岡村 寧次; 15 травня 1884, Токіо, Японська імперія — 3 вересня 1966, Токіо, Японія) — японський військовий діяч, генерал Імперської армії Японії, учасник Першої та Другої світових воєн, командувач японських військ у Китаї. Після Другої світової війни звинувачувався у воєнних злочинах на трибуналі в Шанхаї, проте був виправданий за недостатньою кількістю доказів щодо причетності до них. 

## Ранні роки
Ясудзі Окамура народився 15 травня 1884 року в Токіо. Тут же він вступив до початкової школи і закінчив її за вісім років. 1897 року почав навчатися у середній школі, але вже за рік, обравши кар'єру військовослужбовця, перевівся до Токійської молодшої армійської школи, а потім — до Армійської центральної молодшої школи. 1899 року Окамура став курсантом Військової академії армії Японії і випустився з неї 1904 року, отримавши військове звання молодшого лейтенанта та своє перше призначення до 1-о піхотного полку. 
1907 року повернувся до академії у ролі асистента з питань фізичної підготовки кадетів із Китаю.
1910 року Окамура продовжив навчання, вступивши до Вищої військової академії армії Японії, закінчивши її 1913 року та отримавши звання капітана. Під час Першої світової війни служив переважно на адміністративних посадах у Генеральному штабі армії, лише ненадовго відправившись у відрядження до Китаю. По завершенню конфлікту був підвищений до майора, ставши старшим офіцером. 

## Інтербелум
1921 року став військовим аташе в США, проте вже менше, ніж за рік був переведений та відповідну посаду при посольстві в Німеччині. Перебуваючи у Баден-Бадені, він разом із Хідекі Тодзьо та іншими своїми однодумцями став одним із засновників течії Тосейха, яка мала стати антиподом радикальній воєнній фракції Кодоха генерала Аракі.
Повернувшись до Японії, Окамура отримав призначення до 14-о піхотного полку. 1923 року відправився до Китаю, де декілька років служив радником генерала Сунь Чуаньфана. Перебуваючи тут, зміг зібрати чимало оперативних карт та стратегічно важливих відомостей про армію Китаю та розташування критичних об'єктів, які надалі було використано японцями після початку війни. У липні 1927 року став полковником і повернувся додому, прийнявши командування 6-м піхотним полком. 
З серпня 1929 року працював помічником начальника відділу з питань людських ресурсів в Міністерстві армії. 
1932 року очолив штаб Шанхайської експедиційної армії, яка діяла під егідою Квантунської армії. Надалі, після створення маріонеткової держави Маньчжоу-Го, працював військовим аташе у місцевому посольстві та зіграв не останню роль у мирних переговорах із Китаєм. 
1936 року Окамура став генерал-лейтенантом і очолив 2-у дивізію.

## Війна в Тихому океані

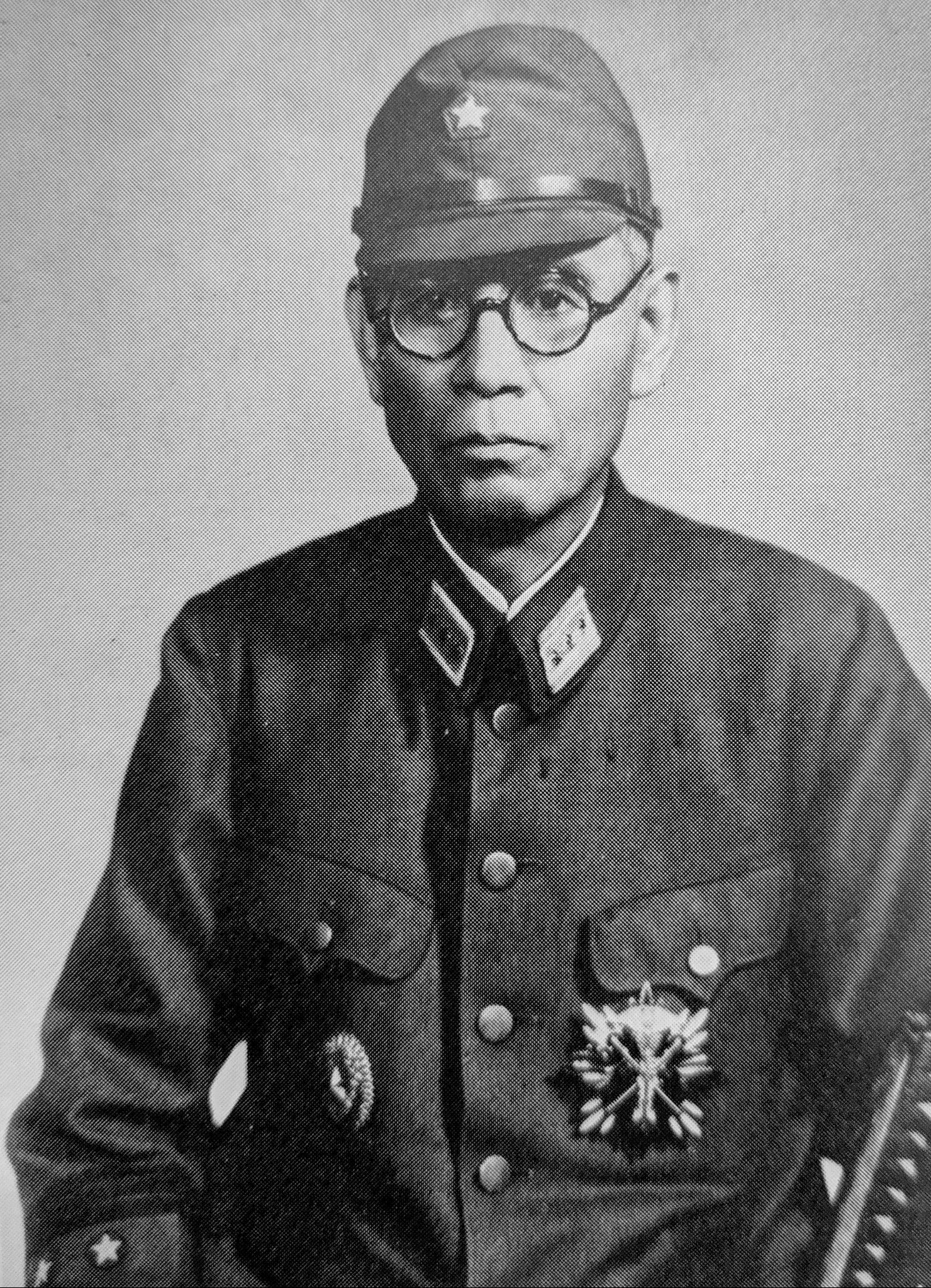
Генерал Ясудзі Окамура

1938 року призначений командиром 11-ї армії, яка була задіяна у війні з Китаєм та брала участь у великій кількості важливих битв (зокрема у битвах за Ухань, Наньчан і Чаншу тощо). Тут Окамура отримав особисто від імператора дозвіл на використання на території Китаю хімічної зброї, що періодично і робив, особливо коли зустрічав запеклий спротив з боку ворожих частин. У квітні 1940 року отримав звання генерала та очолив війська, що діяли на півночі Китаю. 
1941 року здійснював масові каральні акції проти мирного населення з метою виявлення мешканців, лояльних до комуністів, яких потрібно було за всяку ціну знищити. Застосовував у цих операціях тактику спаленої землі. За різними твердженнями, знищив понад 2,5 мільйони китайців.  
У серпні 1942 року очолив 6-й фронт, що діяв на території Центрального Китаю.
У 1944 році, командуючи 6-м фронтом, разом із іншими генералами успішно керував проведенням операції «Іті-Го», спрямованої на захоплення аеродромів у південно-східній частині Китаю та на створення сухопутного сполучення з Французьким Індокитаєм. Через кілька місяців очолив Китайську експедиційну армію. Проте, перебуваючи на цій посаді, вже не зміг досягнути успіхів, подібних до попередніх. Так він втратив контроль над заходом Хунані, а також зазнав поразки у провінції Гуансі, внаслідок чого Японія повністю втратила над нею контроль. Це були його останні битви у війні, адже вона вже наближалася до свого фіналу. 

## Подальші події

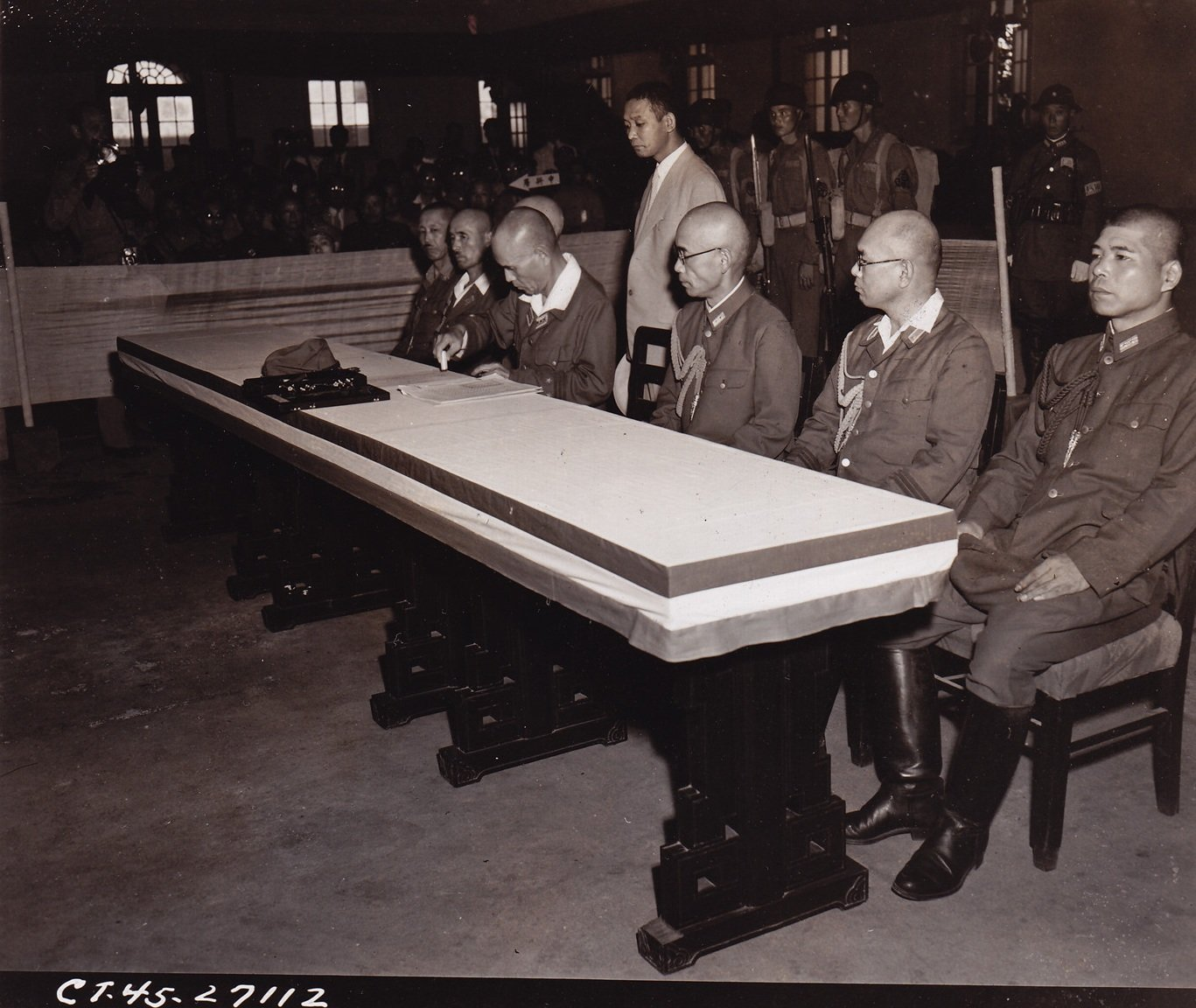
Окамура (сидить четвертий праворуч) на переговорах у Нанкіні

Під час капітуляції Японії Окамура був офіційним представником від частин, які діяли у Китаї та на побережжі Індійського океану, на офіційних переговорах у Нанкіні (9 вересня 1945 року). Одразу після цього був заарештований та звинувачений у воєнних злочинах. Перебував на лаві підсудних під час трибуналу в Шанхаї, проте у січні 1949 року був повністю виправданий. Надалі залишився в Китаї на посаді військового радника Чана Кайші. Також не свідчив на Токійському трибуналі за наполяганнями уряду Гоміндану.
Після звільнення з посади радника повернувся до Японії. Надалі жив у Токіо, де й помер 3 вересня 1966 року. 